# 紹拉
紹拉（Sawla 或 Felege Neway）是埃塞俄比亞南部南方各族州北奧莫地區的小鎮，座標6°18′N 36°53′E / 6.300°N 36.883°E，海拔1,395米。鎮內有電力供應、電話和郵政服務。根據埃塞俄比亞中央統計局2005年的資料，紹拉人口約28,561，其中男性14,198人，女性14,363人。